# Clan Asahina
Le Clan Asahina (朝比奈氏, Asahina-shi) est un clan du Japon médiéval, qui descend de Wada Yoshimori. Le clan Ashina s'engage au service du clan Imagawa lors de la période Sengoku. Le clan se divise ensuite en deux branches, l'une menée par Yasutomo Asahina et l'autre par Nobuoki Asahina. Après la défaite du clan Imagawa à la bataille de Okehazama en 1560, l'influence des Asahina augmente grandement. Ils  deviennent ensuite les vassaux de Shingen Takeda puis de Ieyasu Tokugawa.

Mon du clan Asahina.

## Œuvres de fiction
Dans le jeu de rôles japonisant Le Livre des cinq anneaux, les Asahina sont une famille du clan de la Grue. Ils sont globalement pacifistes et forment des shugenja (magiciens) experts.